# Henri Arnaud (Pfarrer)

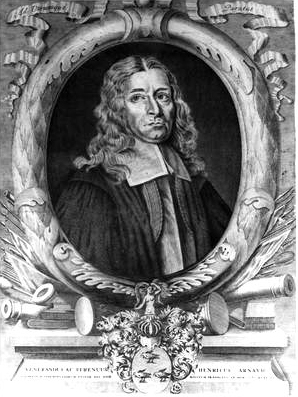
Henri Arnaud

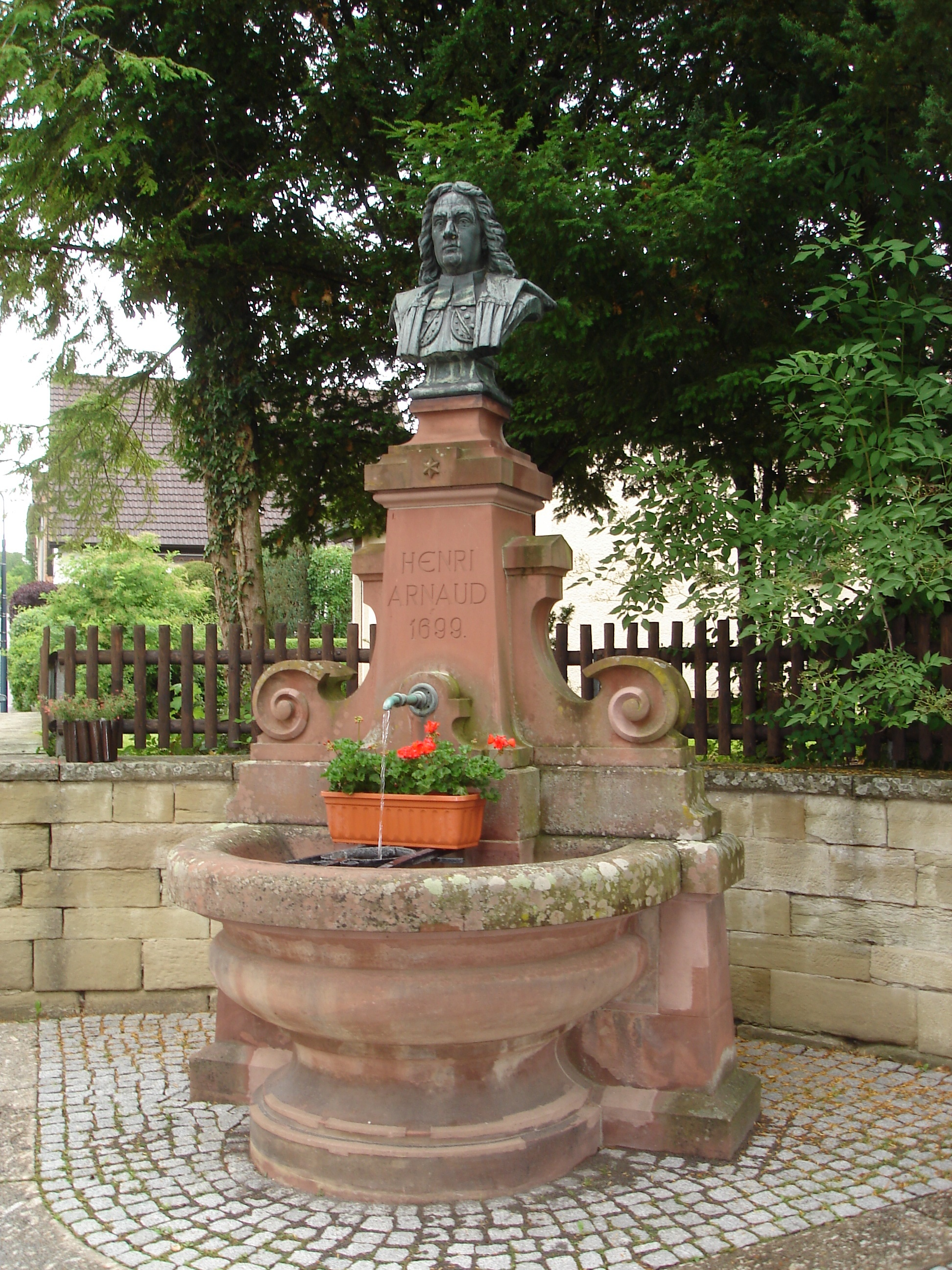
Denkmalbrunnen in Perouse (Württemberg)

Henri Arnaud (* 15. Juli 1643 in Embrun, Dauphiné, Frankreich; † 8. September 1721 in Schönenberg, Württemberg) war ein evangelisch-reformierter Pfarrer und militärischer Waldenserführer.

## Leben
Arnaud stammte aus einer hugenottischen Familie, die wegen der Verfolgungen Frankreich verließ und sich im Val Pellice niederließ. Nach dem Schulbesuch in Torre Pellice und dem Theologiestudium an den Universitäten Basel, Genf (1666–1667) und Leiden wurde er Pfarrer in der Waldenserkirche und arbeitete ab 1670 in Mancil, in La Tour (Dauphiné) und ab 1682 in Inverso Pinasca im Val Chisone.
Als Herzog Viktor Amadeus II. von Savoyen auf Druck des französischen Königs Ludwig XIV. 1685 die evangelische Religion verbot und im April 1686 den Waldensern den Befehl zur Auswanderung erteilte, leistete Arnaud mit seiner Gemeinde zunächst Widerstand. Als dieser niedergeschlagen wurde, konnte er 1687 über Genf nach Deutschland fliehen. 
In Deutschland versuchte er, die weiteren Flüchtlinge wieder zu sammeln. Inspiriert durch Pierre Jurieus Ankündigung des Untergangs des (katholischen) „Antichrist“ für 1689 und politisch unterstützt durch Wilhelm von Oranien führte er ab August 1689 eine Expedition von etwa 1000 expatriierten Waldensern von Prangins am Genfersee aus in die Waldensertäler zurück, die sie nach zwei Wochen Marsch erreichten. In einem monatelangen Guerillakampf konnten sie sich halten, wobei sich auch die zwangsweise katholisierten Einheimischen großenteils wieder dem Protestantismus zuwandten. Dieses Ereignis hat im waldensischen Geschichtsbewusstsein als Glorreiche Rückkehr (französisch: glorieuse rentrée, italienisch: Glorioso Rimpatrio) eine große Bedeutung, obwohl der Erfolg letztlich nur einem plötzlichen Bündniswechsel Savoyens zu verdanken war. 1690 wurde Arnaud zum Oberst ernannt, und erst 1692 wurde er wieder als Pfarrer tätig.
Als 1698 etwa 2700 Waldenser erneut vertrieben wurden, führte Arnaud sie über die Schweiz nach Deutschland, wo er in Württemberg, Baden-Durlach und Hessen-Darmstadt ihre Ansiedlung in eigenen, lange Zeit noch sprachlich und konfessionell eigenständigen Siedlungen aushandeln konnte. Er selbst wirkte von 1699 bis zu seinem Tod als Pfarrer in den Waldensersiedlungen Dürrmenz (heute Ortsteil von Mühlacker) und Schönenberg (heute Ortsteil von Ötisheim).
Als der Herzog von Savoyen 1701 die Waldenser gegen Frankreich zu Hilfe rief, kehrte Arnaud 1704 nochmals für eine kurze Zeit in die Täler zurück und wirkte dort bis 1706 als Pfarrer. 1710 veröffentlichte er eine Darstellung des Glorioso Rimpatrio (französisch: Histoire de la glorieuse rentrée des Vaudois dans leur patrie). 1718 ließ er in Schönenberg eine Kirche erbauen, wo er nach seinem Tod 1721 auch begraben wurde.

## Familie
Aus seiner ersten Ehe mit Marguerite Bastie entstammten sechs Kinder, seine zweite Ehe mit Renée Rebaudy blieb dagegen kinderlos.

## Gedenken und Ehrungen
In mehreren Orten, z. B. im Stadtteil Palmbach von Karlsruhe, in Mörfelden-Walldorf, in Rutesheim-Perouse und Schönenberg, gibt es eine Henri-Arnaud-Straße. In Mutschelbach (Gemeinde Karlsbad) und in Pforzheim gibt es jeweils einen Henri-Arnaud-Weg. In Schönenberg gibt es eine Henri-Arnaud-Kirche, in der sich auch die Grabplatte von Henri Arnaud befindet. Auch trägt die Ötisheimer Schule seinen Namen. Im Ortsteil Schönenberg beherbergt das Henri-Arnaud-Haus, das Wohnhaus von Henri Arnaud, heute Museum und Bibliothek der Deutschen Waldenservereinigung.
Dort ist auch ein Kupferstich von ihm nach Jean Henri Brandon († um 1714) von 1691 ausgestellt, der auf einem Porträt von Daniel de la Feuille († 1709) basiert. Der Titel heißt: Nescit labi virtus (deutsch: Mut kann nicht wanken). Als Bildunterschrift steht übersetzt: Ich predige. Ich kämpfe. Ich habe eine doppelte Berufung. Und von diesen beiden Aufgaben ist meine Seele erfüllt. Heute muss man Zion wiederaufbauen. Dazu braucht man Kelle und Schwert.
Sein früheres Pfarrhaus stand in Mühlacker-Dürrmenz. Dort erinnern eine Stele und der Waldenserbrunnen an das Wirken des Waldenserführers.
In Torre Pellice wurde 1926 ein Denkmal des Bildhauers Davide Calandra (1856–1915) in Bronze und Granit für Arnaud aufgestellt. Es ist im Katalog der italienischen Kulturgüter mit der Nummer 0100174920 registriert und wird dort Emilio Musso (1890–1973) zugeschrieben.